# BepiColombo
BepiColombo és una missió i vehicle espacial, dissenyat conjuntament per l'Agència Espacial Europea (ESA) i l'Agència Espacial Japonesa (JAXA) per a l'exploració de Mercuri. El seu nom prové del matemàtic i enginyer italià Giuseppe (Bepi) Colombo. El 31 de gener de 2007 l'ESA aprovà aquesta missió, formalitzant un contracte de 329 milions d'euros entre Astrium i Alcatel Alenia Space.
El programa previst de la missió se centra en dos components principals: l'orbitador (Mercury Planetary Orbiter, MPO), construït per l'ESA, i l'orbitador magnetosfèric (Mercury Magnetospheric Orbiter, MMO) construït per la JAXA.
La sonda va ser llançada per un coet Ariane 5 des de Kourou, a la Guaiana Francesa, l'any 2018. El viatge de la sonda fins a Mercuri durarà 6,5 anys, i hi arribarà l'any 2025, i haurà sobrevolat abans la Terra, dos cops per Venus i sis cops per Mercuri. El sistema de propulsió principal de la BepiColombo és un motor de propulsió iònica, però també utilitzarà assistències gravitatòries de la Lluna, Venus i Mercuri. Els dos orbitadors disposen també de coets químics estàndard per a diverses maniobres orbitals. Una vegada arribi al planeta l'estudiarà durant un any sencer.

## La missió

### Descripció
La missió implica tres components, que se separaran en naus espacials independents a la seva arribada a Mercuri.
- El Modul Transfer Module (MTM), mòdul de transferència a Mercuri, per a la seva propulsió, construït per l'ESA.
- El Mercury Planet Orbiter (MPO), l'Orbitador planetari de Mercuri, construït per l'ESA.
- El Mercury Magnetospheric Orbiter (MMO) o Mio, l'Orbitador magnestofèric de Mercuri, construït per la JAXA.

Durant les fases de llançament i creuer, aquests tres components s'han mantingut junts per formar el Mercury Cruise System, és a dir, el Sistema de Creuer a Mercuri (MCS).
S'espera que arribi a l'òrbita de Mercuri el 5 de desembre de 2025. Aquell dia els satèl·lits "Mio" i MPO se separaran i observaran Mercuri en col·laboració durant un any, amb una possible extensió de la missió d'un any addicional.
Els orbitadors estan equipats amb instruments científics de diversos països europeus i del Japó. Amb aquests instruments s'estudiarà el nucli de ferro líquid i sòlid del planeta, que ocupa tres quarts parts del seu radi, i es determinarà la grandària de cadascun d'aquests dos nuclis. La missió també farà mapes del camp gravitacional i del camp magnètic de Mercuri. També estudiarà la composició i dinàmica de l'exosfera, incloent la seva generació i escapament. Rússia va subministrar un espectròmetre de raigs gamma i un espectroscopi de neutrons per verificar l'existència de gel d'aigua en els cràters polars que es troben permanentment a l'ombra dels raigs del sol.

### Objectius científics
Els principals objectius científics de la missió són els següents:
- Estudiar l'origen i l'evolució d'un planeta proper a un estel.
- Estudiar Mercuri com a planeta: forma, interior, estructura, geologia, composició i cràters.
- Investigar l'atmosfera residual de Mercuri (exosfera): composició i dinàmica.
- Estudiar l'entorn magnetitzat de Mercuri (magnetosfera): estructura i dinàmica.
- Investigar l'origen del camp magnètic de Mercuri.
- Verificar la teoria general de la relativitat d'Einstein amb alta precisió.[5][6]
- Estudiar el cràter d'impacte creat en el final de la missió de la NASA MESSENGER, que va deixar al descobert part del subsòl amb materials més frescos i amb menor exposició de l'exterior.[7]